# بيت المرهبي (الرجم)

تعديل مصدري - تعديل

بيت المرهبي هي إحدى قرى عزلة بني هيثم بمديرية الرجم التابعة لمحافظة المحويت، بلغ تعداد سكانها 129 نسمة حسب تعداد اليمن لعام 2004.